# Manniac
Manniac ist ein deutscher Animator und Comedian, der auf YouTube mit ca. 270.000 Abonnenten einen deutschsprachigen Videokanal betreibt.

## Kindheit und Jugend
In seiner Schulzeit am Klettgau-Gymnasium Tiengen war Manniac Redakteur der Schülerzeitung Phoenix und realisierte 1998 die erste Webpräsenz seiner Schule.

## YouTube-KanalManniacMind
Manniac erstellt Cartoon-Animationen und sogenannte Whiteboard-Animationen, wie das am 28. Juli 2013 veröffentlichte Erklärvideo Überwachungsstaat – Was ist das?, das in Online-Medien und Fernsehberichten für Aufmerksamkeit sorgte.
Manniac erklärt auch andere komplexe Themen, wie den Ablauf der Bundestagswahl 2013, oder die Diskriminierung Homosexueller in Russland.
Weitere Bekanntheit erreichte er mit Videos seiner Comic-Figuren Hase und Karpfen (5,2 Millionen Aufrufe im Oktober 2015), seiner animierten Lebensgeschichte Draw My Life und seiner Kurzdokumentation 1 Jahr Australien. Manniac veröffentlichte regelmäßig Vlogs auf seinem Kanal Manniacs Life (ursprünglich iManniac). Seit 2014 bzw. 2016 hat Manniac die Veröffentlichung von Videos auf seinen Youtube-Kanäle Manniacs Life bzw. ManniacMind weitgehend eingestellt.
Manniac war Moderator für die Film-Community Moviepilot und produzierte gemeinsam mit Oliver Lysiak seit 2012 die wöchentlichen Formate „SCREEEN“ und „Faktenflut“ mit durchschnittlich 50.000 Aufrufen je Folge (im Jahr 2014). Am 12. November 2016 wurde die letzte Episode „Faktenflut“ hochgeladen, da Manniac zusammen mit Oliver Lysiak (Der Batz) Moviepilot verließ. Sie führen auf ihrem neuen Kanal „FLIPPS“ derzeit die Faktenflut unter dem Namen „Zu viele Fakten“ weiter, ebenso wie „SCREEEN“ unter dem Namen „FLIPPS News“.

## Trivia
Manniac hat sich in einem YouTube-Video öffentlich als homosexuell geoutet. 2016 war er die deutsche Synchronstimme des Twink im Film Sausage Party.

## Auszeichnungen
- 2013 gewann Manniac den SUMA Award für sein Erklärvideo Überwachungsstaat – Was ist das?[12]
- 2014 war Manniac für Überwachungsstaat – Was ist das? in den Kategorien FYI und Epic für den deutschen Webvideopreis nominiert
- 2015 war Manniac zusammen mit KWiNK für Der MauerFail – Wie Verplantheit Geschichte schrieb in den Kategorien Journalism für den deutschen Webvideopreis nominiert
- 2016 nominiert für den Webvideopreis Deutschland in der Kategorie Journalism für das Video: Selbstmorde in Fukushima